# Necer Chazani (Guš Katif)
Necer Chazani (hebrejsky נצר חזני, podle Michaela Chazaniho - někdejšího ministra sociálních věcí a zemědělství a průkopníka osadnického hnutí, anglicky Netzer Hazani) byla izraelská osada v severovýchodní části bloku osad Guš Katif, nacházející se v Pásmu Gazy, která byla evakuována v rámci Izraelského plánu jednostranného stažení v roce 2005.

## Dějiny
Necer Chazani byl původně založen 29. května 1973 pod názvem Katif (nezaměňovat s pozdější osadou Katif, která vyrostla cca 1 kilometr odtud), jako osada polovojenského typu Nachal. Do civilní správy byla osada předána v únoru 1977 a stala se prvním ortodoxním mošavem v bloku Guš Katif. V slavnostní den předání prohlásil tehdejší premiér Jicchak Rabin: „Dnešek je velký den pro Stát Izrael a pro židovské osady; den, který symbolizuje hluboce zakořeněnou přítomnost v této oblasti, která je od Šestidenní války integrální součástí Státu Izrael a jeho bezpečnosti.“ Po ceremonii upevnil Rabin společně se synem ministra Chazaniho první mezuzu ke vstupním dveřím jednoho z domů. Prvními osadníky byla skupina 12 rodin. V obci fungovala zařízení předškolní péče o děti, základní školství bylo v nedaleké obci Neve Dekalim. Většina obyvatel si vydělávala na živobytí v zemědělství. V 70. a 80. letech se zde pěstovaly hlavně květiny. Později v 90. letech nahradila ve sklenících květiny zelenina. Ke konci 90. let se rolníci z Necer Chazani připojili k ostatním zemědělcům bloku Guš Katif v pěstování listové zeleniny, bylin a koření. Velice nadějné se ukázalo i eko-zemědělství. Dále tu byly rybí sádky. Během Druhé intifády se bezpečnostní situace v oblasti zhoršila. 20. prosince 2002 byl teroristou z Islámského džihádu zavražděn vrchní rabín osady Necer Chazani, Jicchak Arama (ve věku 40 let, otec 6 dětí), když cestoval se svou rodinou po Guš Katifu.
Necer Chazani byla izraelskou armádou a izraelskou policií evakuována 18. srpna 2005 v rámci plánu jednostranného stažení. Zástavba v obci pak byla zbořena. Část obyvatel z Necer Chazani pak našla nové bydliště v mošavu Avnej Ejtan na Golanských výšinách, kam přesídlilo 16 rodin (podle jiného pramene dokonce 25 rodin).  V roce 2010 pak byla založena (a roku 2013 osídlena) nová vesnice Necer Chazani, situovaná v centrálním Izraeli, do sousedství vesnice Jesodot.

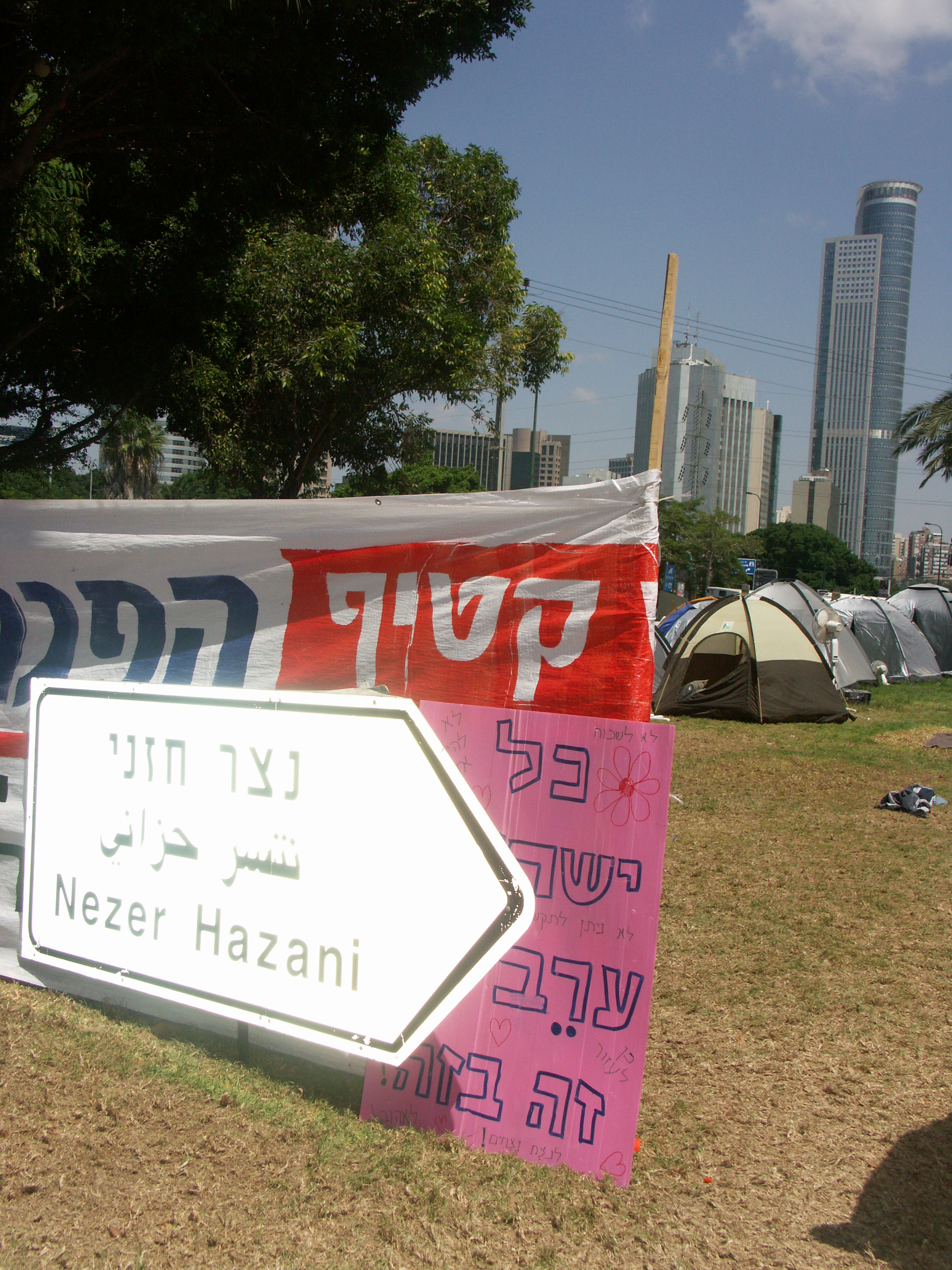
Protesty obyvatel Necer Chazani v Tel Avivu

## Demografie
Obyvatelstvo obce Necer Chazani bylo v databázi rady Ješa popisováno jako nábožensky založené. Šlo o menší sídlo vesnického typu. K 31. prosinci 2004 zde žilo 369 lidí. Během roku 2004 populace obce vzrostla o 11,8 %. Ke dni evakuace zde žilo dokonce 84 rodin čítajících přes 410 lidí.
| Rok            | 1999 | 2000 | 2001 | 2002 | 2003 | 2004 |
| -------------- | ---- | ---- | ---- | ---- | ---- | ---- |
| Počet obyvatel | 301  | 312  | 314  | 316  | 330  | 369  |